# American V: A Hundred Highways
American V: A Hundred Highways è il cinquantasettesimo album in studio di Johnny Cash pubblicato postumo il 4 luglio 2006. Come ci suggerisce il titolo è il quinto album della serie "American" di Cash. Come il suo predecessore,  American V: A Hundred Highways è anch'esso prodotto da Rick Rubin e pubblicato dalla American Recordings via Lost Highway Records in quanto distribuisce attualmente nel paese l'American Recordings. È stato certificato "disco d'oro" il 18 agosto 2006 dalla RIAA.

## Tracce
1. Help Me – 2:51 (Larry Gatlin)
2. God's Gonna Cut You Down – 2:38 (Traditional)
3. Like the 309 – 4:35 (Johnny Cash)
4. If You Could Read My Mind – 4:30 (Gordon Lightfoot)
5. Further on Up the Road – 3:25 (Bruce Springsteen)
6. On the Evening Train – 4:17 (Hank Williams)
7. I Came to Believe – 3:44 (Johnny Cash)
8. Love's Been Good to Me – 3:18 (Rod McKuen)
9. A Legend in My Time – 2:37 (Don Gibson)
10. Rose of My Heart – 3:18 (Hugh Moffatt)
11. Four Strong Winds – 4:34 (Ian Tyson)
12. I'm Free from the Chain Gang Now – 3:00 (Lou Herscher, Saul Klein)

## Formazione
- Johnny Cash – voce, chitarra
- Laura Cash – violino
- Dennis Crouch – basso
- Smokey Hormel – chitarra
- Pat McLaughlin – chitarra
- Larry Perkins – chitarra
- Jonny Polonsky – chitarra
- Randy Scruggs – chitarra
- Marty Stuart – chitarra
- Benmont Tench – organo, pianoforte, clavicembalo
- Pete Wade – chitarra
- Mac Wiseman – chitarra